# Boczów (gmina)

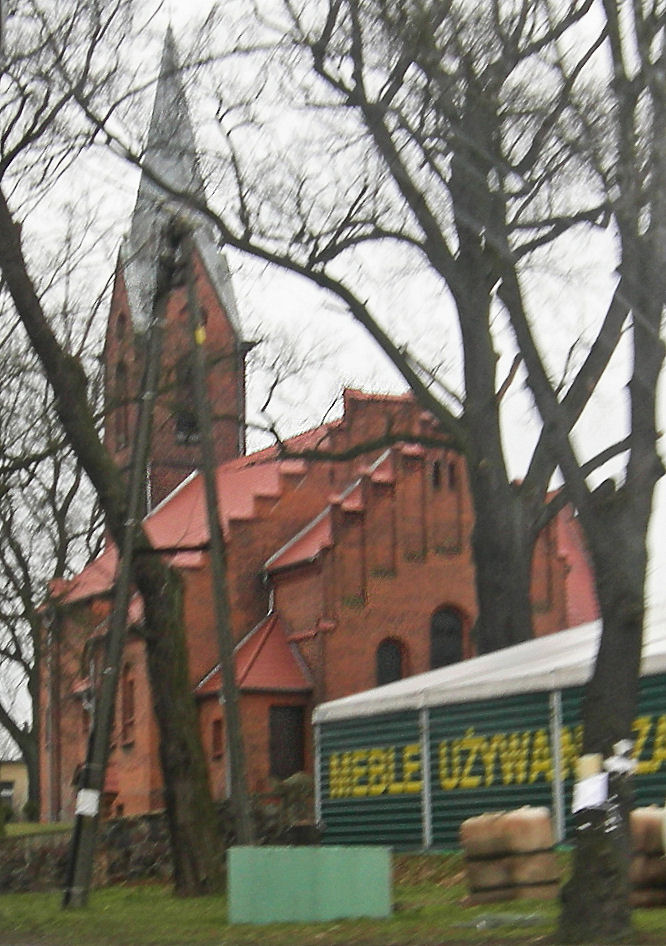
Kościół w Boczowie

Boczów – dawna gmina wiejska istniejąca w latach 1945–1954 i 1973–1976 w woj. poznańskim i zielonogórskim (dzisiejsze woj. lubuskie). Siedzibą władz gminy był Boczów.
Gmina Boczów powstała po II wojnie światowej (1945) na terenie tzw. Ziem Odzyskanych (tzw. III okręg administracyjny – Pomorze Zachodnie). 25 września 1945 gmina – jako jednostka administracyjna powiatu rzepińskiego – została powierzona administracji wojewody poznańskiego, po czym z dniem 28 czerwca 1946 została przyłączona do woj. poznańskiego. 6 lipca 1950 gmina wraz z całym powiatem rzepińskim weszła w skład nowo utworzonego woj. zielonogórskiego.
Według stanu z 1 lipca 1952 gmina składała się z 10 gromad: Bielice, Bobrówka, Boczów, Garbicz, Lubin, Lubów, Mierczany, Pniów, Tarnawa i Wystok. Gmina została zniesiona 29 września 1954 wraz z reformą wprowadzającą gromady w miejsce gmin. 
Jednostkę reaktywowano 1 stycznia 1973 w powiecie słubickim w woj. zielonogórskim. 1 czerwca 1975 gmina weszła w skład nowo utworzonego (mniejszego) woj. zielonogórskiego. 15 stycznia 1976 gmina została zniesiona przez połączenie z dotychczasową gminą Torzym w nową gminę Torzym.